# Maksymilian Koźmin
Maksymilian Józef Koźmin (ur. 19 lutego 1906 w Krakowie, zm. 20 lipca 1983 tamże) – polski piłkarz, bramkarz.

## Życiorys
Był długoletnim piłkarzem Wisły Kraków. W barwach tego klubu w 1927 i 1928 zostawał mistrzem Polski. W reprezentacji Polski debiutował 26 października 1930 w meczu z Łotwą, ostatni raz zagrał rok później. Łącznie rozegrał dwa spotkania.
Pochowany na Cmentarzu Salwatorskim w Krakowie.